# St. Paul Park, Minnesota
St. Paul Park là một thành phố thuộc quận Washington, tiểu bang Minnesota, Hoa Kỳ. Năm 2010, dân số của thành phố này là 5279 người.

## Dân số
- Dân số năm 2000: 5070 người.
- Dân số năm 2010: 5279 người.